# Alin Dobrosavlevici
Alin Dobrosavlevici (sinh ngày 24 tháng 10 năm 1994) là một cầu thủ bóng đá người România thi đấu ở vị trí hậu vệ cho Dunărea Călărași, theo dạng cho mượn từ Concordia Chiajna.